# Сукко (река)
Сукко́ — небольшая река на территории Анапского и Новороссийского районов Краснодарского края РФ. Относится к бассейну Чёрного моря.
Долина реки, расположенная в пределах Абрауского полуострова, отличается разнообразием флоры и носит статус заповедной территории. На реке расположен одноимённый курортный посёлок.

## Гидрография
Длина реки — 12 км. Площадь водосборного бассейна — 89,2 км². Высота истока — 270 м над уровнем моря. Средний расход воды — 0,69 м³/с.
Река протекает в глубоком ущелье, в ею же созданной так называемой «щели». Бассейн реки Сукко образовался в одно время с северными отрогами Кавказского хребта 5—7 000 лет назад. Горы в бассейне реки не превышают 300 м. Основное питание — дождевое (зимой), снеговое (весной), подземное и ключевое — летом, когда в низовьях река может пересыхать. Длина составляет около 12 км при ширине русла до 3 метров. Из-за забора воды на орошение и прочие хозяйственные нужды, среднегодовая глубина реки в устье обычно не превышает 15 см, хотя в среднем течении оно доходит до 30 см, а верхнем — до 80 см (по данным на август 2006 года). Отмечается тенденция к постепенному обмелению реки, бассейн которой расположен в пределах сухого субсредиземноморского климата. Реку питают 12 постоянных ручьёв, стекающим по балкам Ореховая, Киблеровая, Савиновая и др., а также временные ливневые стоки. Катастрофический паводок в долине реки был отмечен в июле 1983 г., когда за сутки выпало 88 мм осадков и всё днище долины Сукко было залито водой на высоту 0,5—0,6 м. В бассейне реки имеется и горное озеро, из которого в Сукко впадает один из правых притоков.

## Этимология
По наиболее общепризнанной версии, название восходит к адыгскому Шъукъо — «добрая (хорошая) долина», от шъу — «добрый» и къо — «долина». Схож также по звучанию с адыгским Хыкъо — «дельфин» (дословно морская свинья), которые водятся в прибрежных водах.

## Флора и фауна
Устье реки Сукко испытывает сильное влияние черноморского прибоя, чем объясняется повышенная солёность воды в устье реки летом. В устье реки зарегистрировано 3 вида моллюсков. Долина реки — единственное место в мире, где сохранились леса из можжевёловых деревьев, достигающих высоты 12—15 м. На одноимённом пруду в дельте реки, в так называемой Кравченковой щели имеется уникальная роща из болотных кипарисов, занесенная в Красную книгу.

## Антропогенная нагрузка
Берега реки подвергаются сильной антропогенной нагрузке по причине наличия зон отдыха. В устье расположены три крупные базы отдыха: «Ивушки», «Прибой» и база отдыха МГУ.